# Trois Couleurs : Bleu
Pour les articles homonymes, voir Bleu (homonymie).
Série
Trois Couleurs : Blanc
(1994)
Pour plus de détails, voir Fiche technique et Distribution.
Trois Couleurs : Bleu est un film de drame psychologique artistique franco-helvético-polonais réalisé et co-écrit par Krzysztof Kieślowski, sorti en 1993.
C'est le premier volet du triptyque Trois Couleurs (Bleu/Blanc/Rouge) qui explore successivement les trois termes de la devise de la France : «Liberté, Égalité, Fraternité».
À sa sortie, Bleu a été largement acclamé par la critique et a remporté plusieurs distinctions, dont le Lion d'or et la Coupe Volpi de la meilleure actrice au Festival du film de Venise.
Le film a obtenu de nombreuses récompenses dont le Lion d'or et trois Césars : meilleure actrice pour Juliette Binoche, meilleur montage et meilleur son.
Julie a perdu son enfant et son mari, un célèbre compositeur, dans un accident de voiture. Elle va se reconstruire dans une nouvelle vie de solitude, mais va devoir se battre pour se libérer de son passé.

## Synopsis
Un jeune homme (Yann Trégouët) fait de l'auto-stop sur le bord d'une route de campagne. Une voiture passe, sans s'arrêter, et s'encastre contre un arbre au virage suivant. Julie (Juliette Binoche) se réveille à l'hôpital. Le médecin lui apprend qu'elle a perdu son mari dans l'accident, ainsi que sa petite fille de cinq ans. Un ami de son mari, Olivier (Benoît Régent), lui permet de suivre à distance les obsèques depuis l'hôpital grâce à une télévision miniature. Son mari était un compositeur célèbre et il reçoit des hommages publics.
Après avoir tenté de se suicider, Julie décide de faire table rase de son passé et s'enfonce dans une profonde solitude. Elle refuse de parler à une journaliste (Hélène Vincent) qui veut l'interroger sur le devenir de la dernière composition de son mari : le « Concerto pour l'unification de l'Europe ». Le temps d'une nuit, elle a une liaison avec Olivier qui lui avoue être amoureux d'elle depuis toujours. Mais au petit matin, elle le quitte. Elle vend tous les biens de son mari, détruit ses partitions, quitte leur grande maison, donne congé aux domestiques, reprend son nom de jeune fille et s'installe dans un appartement parisien rue Mouffetard. Elle ne garde aucune trace de son passé, sauf un lustre de pierres bleues qu'elle a précieusement gardé de la chambre de sa petite fille. Julie n'a plus que sa mère comme famille, prise en charge dans une maison de retraite, mais celle-ci ne la reconnait plus et la croyant morte, elle la confond avec sa sœur.
La nouvelle vie de Julie est rythmée par l'écoute d'un musicien de rue SDF qui joue des airs lui rappelant les mélodies de son mari, et la vie agitée de sa voisine prostituée et strip-teaseuse à Pigalle. Un jour, le jeune homme qui a assisté à l'accident retrouve Julie et lui rend la chaînette de sa fille qu'il avait trouvée près du véhicule. Elle le remercie, mais la lui redonne. Olivier parvient à retrouver Julie qui n'avait pourtant donné sa nouvelle adresse à personne. Il est toujours follement amoureux d'elle, mais celle-ci le repousse.
Lors d'un reportage à la télévision, elle apprend qu'Olivier avait conservé une copie des partitions de son mari et veut poursuivre l'écriture du concerto. Mais il a besoin des conseils de Julie. Elle accepte de l'aider. Elle découvre par la même occasion que son époux avait une liaison depuis plusieurs années avec une avocate (Florence Pernel). Julie décide de la rencontrer, et celle-ci lui apprend qu'elle est enceinte de son amant décédé. Mais plutôt que de détester sa rivale, Julie annule la vente de sa grande maison et propose à l'avocate de s'y installer en vue de la naissance du fils à venir.
Julie décide d'achever le concerto avec Olivier et elle en écrit elle-même les dernières partitions. Olivier refuse cependant de recevoir sa contribution, voulant affirmer ainsi ses propres talents de musicien. Elle accepte, lui demande s'il l'aime toujours, ce qui est le cas, et elle le rejoint chez lui. Le film se termine par les larmes que verse Julie, symbole de sa souffrance et de sa solitude vaincues, le prix de sa liberté retrouvée.

## Fiche technique
Sauf indication contraire, les informations mentionnées dans cette section peuvent être confirmées par les bases de données cinématographiques IMDb et Allociné,  présentes dans la section « Liens externes ».
- Titre original français : Trois couleurs : Bleu
- Titre polonais : Trzy kolory. Niebieski
- Réalisation : Krzysztof Kieślowski, assisté d'Emmanuel Finkiel
- Scénario : Krzysztof Piesiewicz et Krzysztof Kieślowski avec la collaboration d'Agnieszka Holland, Sławomir Holland[1], Sławomir Idziak et Edward Żebrowski
- Musique : Zbigniew Preisner
- Décors : Claude Lenoir
- Costumes : Virginie Viard
- Photographie : Sławomir Idziak
- Son : William Flageollet, Jean-Claude Laureux
- Montage : Jacques Witta
- Production : Marin Karmitz
- Sociétés de production :
  - France : CED Productions, France 3 Cinéma, MK2 Productions et Eurimages avec la participation de Canal+ et le CNC
  - Suisse : CAB Productions
  - Pologne : Tor Production (Zespol Filmowy "Tor")
- Sociétés de distribution : MK2 Diffusion (France) ; Nowe Horyzonty (Pologne)[2]
- Pays de production :  France,  Pologne,  Suisse
- Langue originale : français
- Format : couleur (Eastmancolor) - 35 mm - 1,85:1 (Panavision) - son Dolby (RCA Sound Recording) / Dolby Digital
- Genre : drame, drame psychologique, musical, romance
- Durée : 100 minutes
- Dates de sortie[3] :
  - France : 8 septembre 1993[4]
  - Belgique : 9 septembre 1993 (Gand)
  - Pologne : 10 octobre 1993 (Varsovie)
- Classification :
  - France : tous publics[5]
  - Pologne : plus de 12 ans[6]
  - Belgique : potentiellement préjudiciable jusqu'à 12 ans (Mogelijk schadelijk voor kinderen onder de 12 jaar)[7],[8]
  - Québec : tous publics (G - General Rating)[9]

## Distribution
Sauf indication contraire, les informations mentionnées dans cette section peuvent être confirmées par les bases de données cinématographiques IMDb et Allociné,  présentes dans la section « Liens externes ».
- Juliette Binoche : Julie de Courcy, née Vignon
- Benoît Régent : Olivier Benoit
- Florence Pernel : Sandrine, la maîtresse de Patrice
- Charlotte Véry : Lucille, la voisine prostituée
- Emmanuelle Riva : la mère de Julie
- Hélène Vincent : la journaliste
- Philippe Volter : l'agent immobilier
- Yann Trégouët : Antoine, l'auto-stoppeur
- Claude Duneton : le médecin
- Jacek Ostaszewski : le flutiste SDF
- Hugues Quester : Patrice de Courcy, le mari
- Florence Vignon : la copiste
- Daniel Martin : le voisin du dessous
- Catherine Thérouenne : la voisine
- Alain Ollivier : l'avocat
- Pierre Forget : le jardinier
- Philippe Morier-Genoud : le juge
- Isabelle Sadoyan : la servante
- Alain Decaux : lui-même (eulogiste aux funérailles)
- Julie Delpy : Dominique (caméo)
- Zbigniew Zamachowski : Karol Karol (caméo)
- Julie Gayet : l'avocate dans la salle des pas perdus (non créditée)
- Piotr Jaxa : photographe aux funérailles (non créditée)

## Production

### Attribution des rôles
Alors qu'elle est sollicitée par Steven Spielberg pour Jurassic Park, Juliette Binoche préfère tourner avec Krzysztof Kieślowski dans Trois Couleurs : Bleu. Isabelle Adjani, tout en sachant Binoche déjà engagée, demande cependant au réalisateur le rôle de Julie Vignon-de Courcy.

### Musique
Les paroles du Concerto pour l'unification de l'Europe, véritable hymne à l'amour, sont extraites du chapitre 13 de la Première épître aux Corinthiens.

## Réception
Trois Couleurs : Bleu a été largement salué par les critiques de cinéma. Sur l'agrégateur de critiques Rotten Tomatoes, le film a un taux d'approbation de 96 % sur la base de 56 critiques, avec une note moyenne de 8,6/10. Le consensus critique du site Web se lit comme suit : « Trois Couleurs : Bleu contient certaines des œuvres les plus visuellement saisissantes et émotionnellement résonnantes du réalisateur/co-scénariste Krzysztof Kieslowski - et bénéficie en plus d'une performance exceptionnelle de Juliette Binoche ». Sur Metacritic, un autre agrégateur de critiques, le film a une note moyenne pondérée de 87 sur 100, indiquant une « reconnaissance universelle ».

## Distinctions
Source : Internet Movie Database et Allociné
| Distinctions du film Trois Couleurs : Bleu | Distinctions du film Trois Couleurs : Bleu                      | Distinctions du film Trois Couleurs : Bleu                   | Distinctions du film Trois Couleurs : Bleu           | Distinctions du film Trois Couleurs : Bleu |
| Années                                     | Évènements                                                      | Catégorie / Récompense                                       | Nommé(es) / Lauréat(es)                              | Résultats                                  |
| ------------------------------------------ | --------------------------------------------------------------- | ------------------------------------------------------------ | ---------------------------------------------------- | ------------------------------------------ |
| 1993                                       | Awards Circuit Community Awards (ACCA)                          | Meilleure actrice dans un rôle principal                     | Juliette Binoche                                     | Nomination                                 |
| 1993                                       | Awards Circuit Community Awards (ACCA)                          | Meilleure photographie                                       | Sławomir Idziak                                      | Nomination                                 |
| 1993                                       | Chicago International Film Festival                             | Prix spécial du jury du meilleur réalisateur                 | Krzysztof Kieślowski                                 | Lauréat                                    |
| 1993                                       | Los Angeles Film Critics Association Awards                     | Meilleure musique                                            | Zbigniew Preisner                                    | Lauréat                                    |
| 1993                                       | Los Angeles Film Critics Association Awards                     | Meilleur film en langue étrangère                            | Krzysztof Kieślowski                                 | Nomination                                 |
| 1993                                       | Mostra de Venise                                                | Lion d'or du meilleur film                                   | Krzysztof Kieślowski                                 | Lauréat                                    |
| 1993                                       | Mostra de Venise                                                | Coupe Volpi de la meilleure interprétation féminine          | Juliette Binoche                                     | Lauréat                                    |
| 1993                                       | Mostra de Venise                                                | Osella d'or de la meilleure photographie                     | Sławomir Idziak                                      | Lauréat                                    |
| 1993                                       | Mostra de Venise                                                | Prix Pasinetti de la meilleure interprétation féminine       | Juliette Binoche                                     | Lauréat                                    |
| 1993                                       | Mostra de Venise                                                | Prix OCIC                                                    | Krzysztof Kieślowski                                 | Lauréat                                    |
| 1993                                       | Mostra de Venise                                                | Ciak d'or du meilleur film                                   | Krzysztof Kieślowski                                 | Lauréat                                    |
| 1993                                       | Mostra de Venise                                                | Petit Lion d'or                                              | Krzysztof Kieślowski                                 | Lauréat                                    |
| 1994                                       | ASECAN (Asociación de Escritores Cinematográficos de Andalucía) | ASECAN Award du meilleur film étranger                       | Trois Couleurs : Bleu                                | Lauréat                                    |
| 1994                                       | César                                                           | Meilleure actrice                                            | Juliette Binoche                                     | Lauréat                                    |
| 1994                                       | César                                                           | Meilleur son                                                 | William Flageollet et Jean-Claude Laureux            | Lauréat                                    |
| 1994                                       | César                                                           | Meilleur montage                                             | Jacques Witta                                        | Lauréat                                    |
| 1994                                       | César                                                           | Meilleur film                                                | Krzysztof Kieślowski                                 | Nomination                                 |
| 1994                                       | César                                                           | Meilleur jeune espoir féminin                                | Florence Pernel                                      | Nomination                                 |
| 1994                                       | César                                                           | Meilleur réalisateur                                         | Krzysztof Kieślowski                                 | Nomination                                 |
| 1994                                       | César                                                           | Meilleur scénario original ou adaptation                     | Krzysztof Kieślowski                                 | Nomination                                 |
| 1994                                       | César                                                           | Meilleure musique originale                                  | Zbigniew Preisner                                    | Nomination                                 |
| 1994                                       | César                                                           | Meilleure photographie                                       | Sławomir Idziak                                      | Nomination                                 |
| 1994                                       | Cinema Writers Circle Awards                                    | CEC Award du meilleur film étranger                          | Trois Couleurs : Bleu                                | Lauréat                                    |
| 1994                                       | Golden Globes                                                   | Meilleur film en langue étrangère                            | Trois Couleurs : Bleu                                | Nomination                                 |
| 1994                                       | Golden Globes                                                   | Meilleure actrice dans un film dramatique                    | Juliette Binoche                                     | Nomination                                 |
| 1994                                       | Golden Globes                                                   | Meilleure musique de film                                    | Zbigniew Preisner                                    | Nomination                                 |
| 1994                                       | Guild of German Art House Cinemas                               | Guild Film Award - Gold du meilleur film en langue étrangère | Krzysztof Kieślowski                                 | Lauréat                                    |
| 1994                                       | National Society of Film Critics                                | Meilleur film en langue étrangère                            | Trois Couleurs : Bleu                                | Nomination                                 |
| 1994                                       | Prix du cinéma européen                                         | Meilleur film européen de l'année                            | Marin Karmitz                                        | Nomination                                 |
| 1994                                       | Prix Goya                                                       | Prix Goya du meilleur film européen                          | Krzysztof Kieślowski                                 | Lauréat                                    |
| 1994                                       | Prix Guldbagge                                                  | Meilleur film étranger                                       | Trois Couleurs : Bleu                                | Nomination                                 |
| 1994                                       | Prix Sant Jordi du cinéma                                       | Sant Jordi du meilleur film étranger                         | Trois Couleurs : Bleu                                | Lauréat                                    |
| 1994                                       | Prix Sant Jordi du cinéma                                       | Sant Jordi de la meilleure actrice dans un film étranger     | Juliette Binoche                                     | Lauréat                                    |
| 1994                                       | Syndicat national des journalistes cinématographiques italiens  | Rubans d'argent du meilleur doublage féminin                 | Alessandra Korompay pour la voix de Juliette Binoche | Lauréat                                    |
| 1994                                       | Turia Awards                                                    | Prix du public du meilleur film en langue étrangère          | Krzysztof Kieślowski                                 | Lauréat                                    |
| 1995                                       | Turkish Film Critics Association (SIYAD) Awards                 | Meilleur film en langue étrangère                            | Trois Couleurs : Bleu                                | Nomination                                 |
| 2014                                       | 20/20 Awards                                                    | Felix du meilleur film en langue étrangère                   | Trois Couleurs : Bleu                                | Lauréat                                    |
| 2014                                       | 20/20 Awards                                                    | Meilleure actrice                                            | Juliette Binoche                                     | Nomination                                 |
| 2014                                       | 20/20 Awards                                                    | Meilleure photographie                                       | Sławomir Idziak                                      | Nomination                                 |

## Éditions en vidéo
En France, le film Trois Couleurs : Bleu est sorti en DVD le 23 novembre 2001. Une version DVD accompagné d'un CD de la bande originale du film est sortie le 2 juin 2004. Une version Blu-ray est sortie le 13 octobre 2010. Le film est également sorti en VOD le 1er février 2016.

## Autour du film
- De nombreuses scènes comportent un objet ou un éclairage de couleur bleue, en référence au titre du film.
- La première scène avec l'adolescent qui joue au bilboquet au bord de la route et l'accident de voiture est inspirée d'une scène vécue par Kieslowski. Alors qu'il faisait de l'autostop à l'âge de 17 ans, il a vu une voiture lui passer devant sans le prendre, a maudit son conducteur et a entendu ensuite le bruit d'un accident[19].
- Les premiers numéros du compte en banque énoncés par le banquier à Julie (Juliette Binoche) correspondent à la date de naissance de Krzysztof Kieslowski (27.06.41).

## Commentaires
« Bleu, c'est la liberté, l'histoire du prix que nous payons pour elle. À quel point sommes-nous vraiment libres ? »

— Krzysztof Kieślowski